# Ridha Bettaïeb
Ridha Bettaïeb (arabe : رضا بالطيب), né en 1939 et mort en 1993 à Tunis, est un peintre tunisien connu pour son style artistique. Formé à l'École des beaux-arts de Tunis, il développe un style personnel identifiable, évoluant de la figuration vers l'abstraction.

## Formation et expositions précoces
Diplômé de l'École des beaux-arts de Tunis en 1964, il se spécialise dans la céramique. Dès 1962, il expose ses peintures et gouaches, remportant le premier prix de peinture de la Ville de Tunis en 1968. Son style figuratif s'oriente progressivement vers l'abstraction, tout en conservant une palette de couleurs méditerranéennes dominée par le bleu et l'ocre.

## Exploration artistique et expositions notables
Il étudie les œuvres de Pierre Soulages et Georges Mathieu lors de son séjour à Paris en 1978-1979, ce qui influence sa recherche de formes pures. Il participe à des expositions personnelles et collectives, notamment à la galerie d'Art municipal, aux galeries Irtissem et Ettaswir. Malgré une période d'interruption due à la crise de l'abstraction, il fait un retour remarqué à la galerie Bel Art (El Menzah VI), qui lui consacre plusieurs expositions entre 1987 et 1993.

## Héritage et reconnaissance posthume
Il est considéré comme l'un des pionniers de l'abstraction en Tunisie. En 1994, après sa mort, la galerie Kalystė (La Soukra) lui rend hommage avec une exposition posthume. Son travail continue d'influencer de nombreux artistes, laissant un héritage artistique significatif dans le paysage artistique tunisien.